# Jakob Fürchtegott Dielmann
Jakob Fürchtegott Dielmann, född 9 september 1809 i Frankfurt am Main, död där 30 maj 1885, var en tysk genremålare.

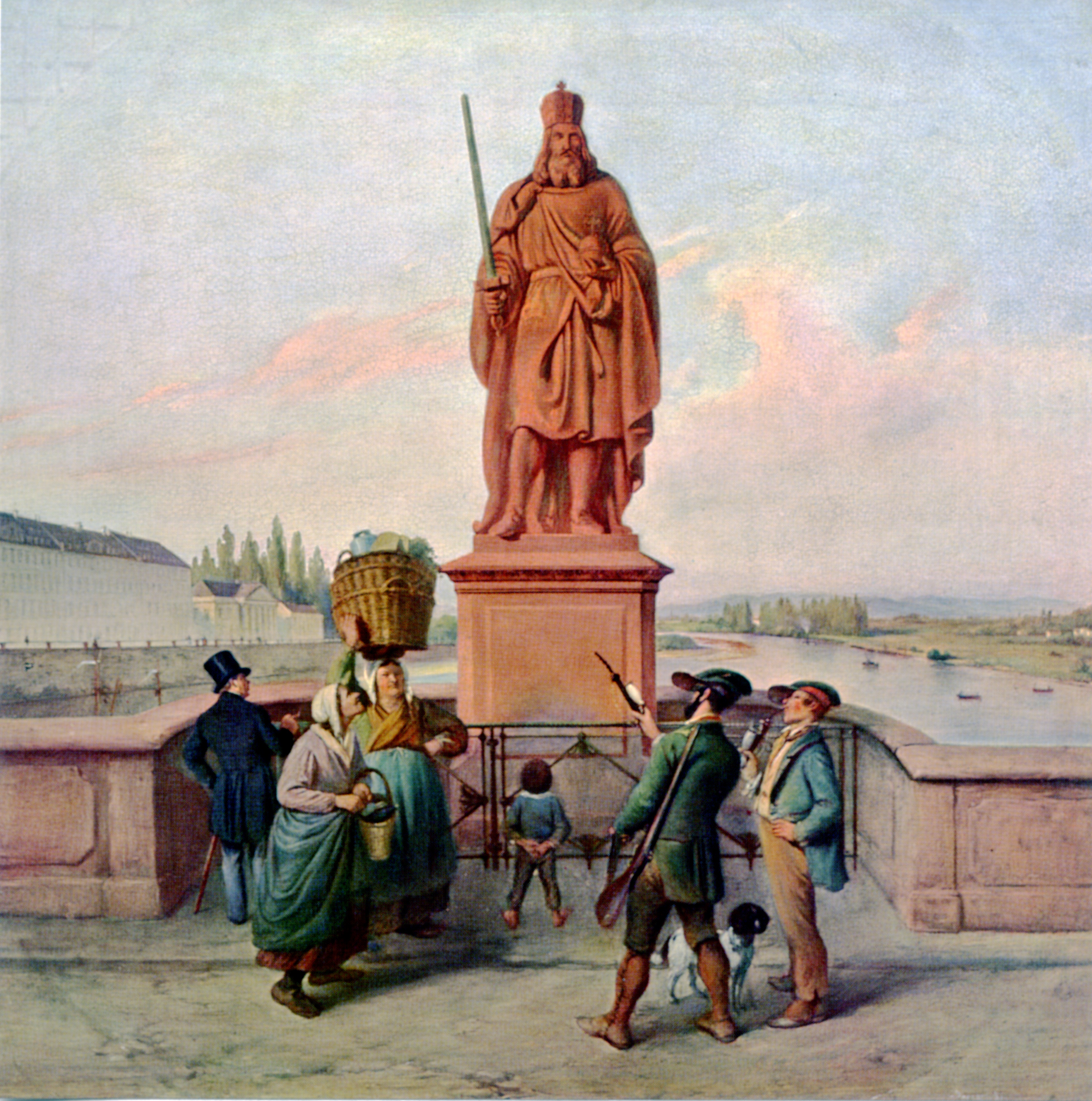
Staty över kejsar Karl den store på en bro i Frankfurt, omkring 1845.

Dielmann utbildade sig i Düsseldorf och bodde sedan i sin födelsestad. Han målade idylliska scener ur folklivet, i vilka han alltid lät landskapet spela en framstående roll. Han var även en ansedd akvarellmålare.

## Verk (i urval)
- Hessisk bysmed
- Processionen
- Bybarberaren